# Den Minny Canthové

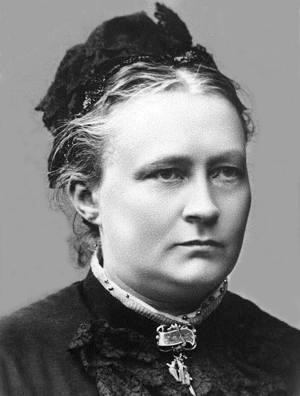
Minna Canthová

Den Minny Canthové neboli den rovnosti je jeden z dnů vlajky Finska. Připadá na 19. březen. Spisovatelka Minna Canthová se tento den v roce 1844 narodila. Již v roce 2003 Ministerstvo vnitra doporučilo a nařídilo státním úřadů a ústavům tento den vyvěšovat státní vlajku. Protože se vyvěšování vlajky setkalo s pozitivním přijetím, ministerstvo navrhlo, aby se den zapsal do kalendáře. Obecným dnem vlajky se den stal v roce 2007.
Úředně se den jmenuje Den Minny Canthové, den rovnosti (finsky Minna Canthin päivä, tasa-arvon päivä, švédsky Minna Canth-dagen, jämställdhetsdagen).